# 67e Reservekorps (Wehrmacht)
Het Duitse 67e Reservekorps (Duits: Generalkommando LXVII. Reservekorps) was een Duits legerkorps van de Wehrmacht tijdens de Tweede Wereldoorlog. Het korps werd alleen ingezet in België.

## Krijgsgeschiedenis

### Oprichting
Het 67e Reservekorps werd opgericht op 24 september 1942 in Hannover in Wehrkreis XI.

### Inzet
Het korps had als taak het leiden van de Reservedivisies onder OB West en het opleiden van rekruten voor het Oostfront. Op 27 september 1942 zette het korps zijn stafkwartier op in Leuven. Op 7 oktober nam het korps officieel het commando op zich over de 191e Reservedivisie (in Charleroi) en de 156e Reservedivisie (in Spa). Vervolgens werd op 22 november het stafkwartier verplaatst naar Brussel om beter met ander stafkwartieren te kunnen samenwerken. Op 29 februari 1943 werd besloten om de drie reservedivisies onder de controle van het korps weg te halen en ze langs de kust te stationeren, waardoor de eenheden effectief in gevechtsformaties werden veranderd en in de frontlijn werden geplaatst (171e Reservedivisie bij 89e Legerkorps aan de Belgische kust, 156e Reservedivisie bij 82e Legerkorps aan Pas-de-Calais en de 191e Reservedivisie bij 81e Legerkorps als Legerreserve ten noorden van Rouen). De divisies werden tussen 15 en 24 februari 1943 naar hun respectievelijke gebieden verplaatst. Ze waren alleen tactisch ondergeschikt aan het 15e Leger, maar maakten in alle andere opzichten nog steeds deel uit van het korps. Deze abrupte rolwisseling maakt effectief een einde aan de missie van het training van rekruten voor het Russische front. Daarom voerde het korps op 1 mei 1943 alleen nog het bevel over de “Kommandeur der deutschen Truppen in den Niederlanden” en de 376e Infanteriedivisie. Op 20 mei 1943 kreeg het korps de order om een compleet nieuwe divisie te vormen vanuit zijn eenheden, de 264e Infanteriedivisie. Intussen werd de organisatie van het korps steeds meer uitgebreid tot een volwaardig Legerkorps.

Het 67e Reservekorps werd op 20 januari 1944 in Brussel omgedoopt naar 67e Legerkorps.

## Bovenliggende bevelslagen
| Leger              | Legergroep     | Plaats/regio | Begin             | Eind            |
| ------------------ | -------------- | ------------ | ----------------- | --------------- |
| direct onder bevel | Heeresgruppe D | België       | 27 september 1942 | 20 januari 1944 |

## Commandanten

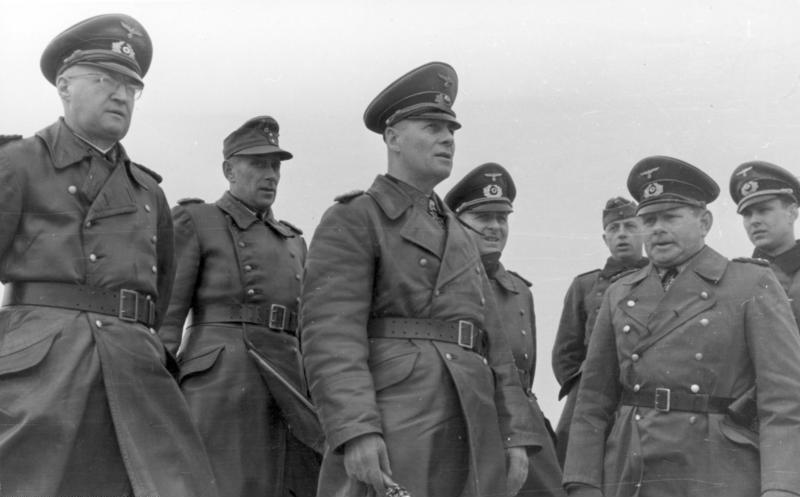
General Fischer von Weikersthal (links) in Noord-Frankrijk met oa. Veldmaarschalk Erwin Rommel

| Rang                   | Naam                            | Begin             | Eind            |
| ---------------------- | ------------------------------- | ----------------- | --------------- |
| General der Infanterie | Walther Fischer von Weikersthal | 25 september 1942 | 20 januari 1944 |